# Provincia de Alessandria
Alessandria (en italiano: provincia di Alessandria) es una provincia de la región del Piamonte, en Italia. Su capital y ciudad más poblada es Alessandria.
Tiene un área de 3.560 km², y una población total de 418.231 hab. (2001). Hay 190 comuni (municipios) en la provincia (fuente: ISTAT, véase este enlace).
Los principales municipios por población son los siguientes:
| Municipios          | Población |
| ------------------- | --------- |
| Alessandria         | 92.430    |
| Casale Monferrato   | 36.054    |
| Novi Ligure         | 28.544    |
| Tortona             | 26.820    |
| Valenza             | 20.317    |
| Acqui Terme         | 20.399    |
| Ovada               | 11.851    |
| Serravalle Scrivia  | 6.132     |
| Arquata Scrivia     | 5.914     |
| Castelnuovo Scrivia | 5.559     |